# Notts County
Notts County (offiziell: Notts County Football Club) ist ein Fußballverein aus der mittelenglischen Stadt Nottingham. Beim Wort Notts handelt es sich um eine gängige Kurzform des Namens der Grafschaft Nottinghamshire, auf die sich auch das County (dt. Grafschaft) bezieht. Von den schwarz-weißen Vereinsfarben rührt der Spitzname Magpies (dt. Elstern) her; zwei Vögel dieser Art wurden auch ins Wappen aufgenommen. Mit dem Gründungsjahr 1862 stellt Notts County nach vier kleinen Amateurklubs den ältesten größeren Fußballklub der Welt dar. Trotz Profitum und einer aktiven Anhängerschaft wird Nottinghams Fußball allerdings seit langer Zeit mehr durch den erfolgreicheren Lokalrivalen Nottingham Forest repräsentiert.

## Geschichte

### Gründungsjahre und 19. Jahrhundert
Der Verein wurde im Jahr 1862 und somit noch ein Jahr früher gegründet als die Football Association, der englische Fußballverband. Damit ist Notts County Football Club der älteste Profifußballverein der Welt und der fünftälteste Fußballverein überhaupt.
Seine ersten Spiele trug der Verein im Park Hollow und auf einem Platz auf dem Gelände des Nottinghamer Schlosses aus. Als man sich im Dezember 1864 dazu entschloss, auch gegen andere Vereine anzutreten, wurde der alte Platz aber schnell zu klein. Nach fast zwanzig Wanderjahren wurde 1883 der Trent Bridge Cricket Ground zur neuen Heimat der Elstern.

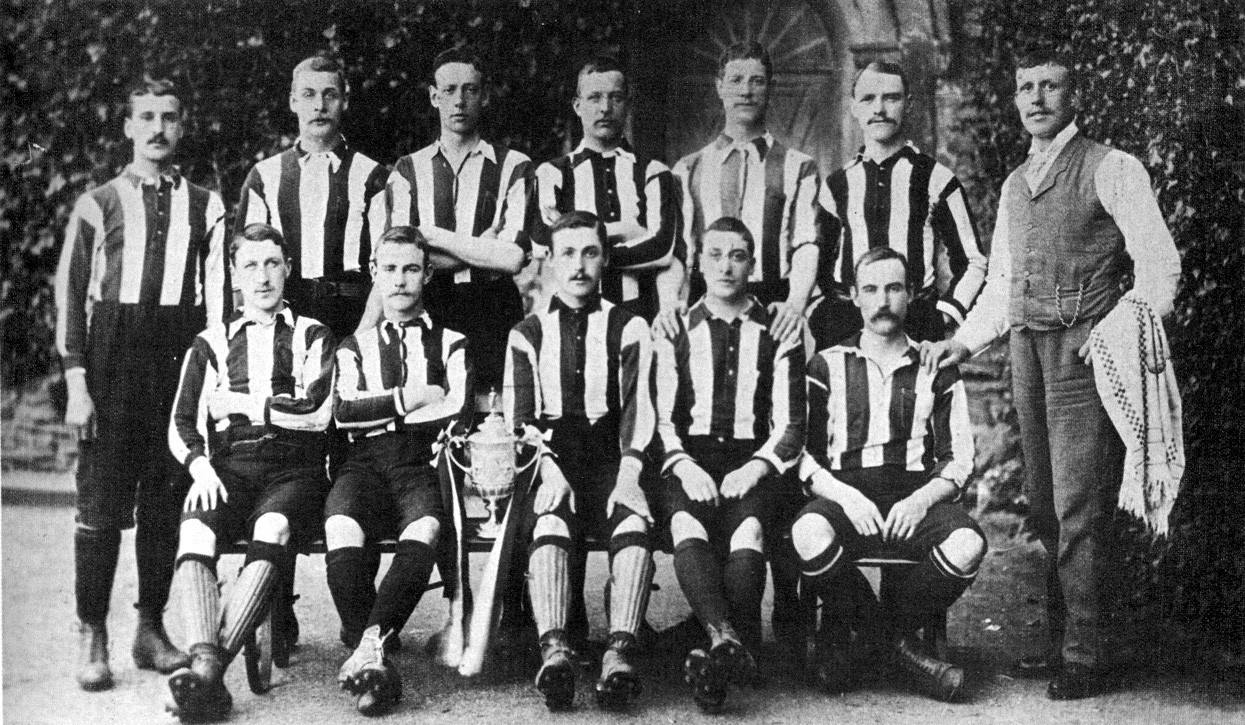
Countys Mannschaft, die den FA Cup 1893/94 gewann

1866 kam es im Spiel gegen Nottingham Forest zum ersten dokumentierten Derby der Fußballgeschichte. 1894 gewann Notts County den FA Cup. 1891 wurde man Dritter in der First Division. Die schwarz-weiß gestreiften Trikots waren Inspiration für unzählige Vereine, unter anderem (über Umwege) für Juventus Turin.

### 20. Jahrhundert
1910 bezog der Verein den Sportplatz Meadow Lane, wo er bis heute ansässig ist. Dadurch liegen die Stadien von Notts County und Nottingham Forest seitdem in Sichtweite voneinander an den gegenüberliegenden Ufern des Flusses Trent. Notts County ist dabei auf der stadteinwärts gelegenen Seite beheimatet – angesichts des nicht auf die Stadt bezogenen Vereinsnamens ein bemerkenswerter Fakt.
Nachdem Notts County 1926 aus der First Division abgestiegen war, folgten lange Jahre in den Niederungen des englischen Fußballs. Nachdem der Verein zwischenzeitlich sogar einige Jahre in der vierten Liga verbringen musste, gelang zur Saison 1973/74 immerhin die Rückkehr in die Second Division. Dort kam es auch erstmals seit Jahren wieder zu einem Ligaduell mit dem Stadtrivalen Nottingham Forest. Eine 0:1-Heimniederlage und ein 0:0 bei Forest führten jedoch nicht zum erhofften Sieg im Derby. Nach acht Jahren in der zweiten Liga gelang County 1980/81 endlich die erhoffte Rückkehr in die First Division. Lediglich West Ham United erwies sich als stärkerer Gegner und so erreichte die Mannschaft mit dem zweiten Platz den Aufstieg.
Die erste Teilnahme in der First Division nach über 50 Jahren führte das Team von Trainer Jimmy Sirrel auf Platz 15 in der Football League First Division 1981/82. Als treffsicherste Torschützen erwiesen sich die Stürmer Iain McCulloch (40 Spiele / 15 Tore) und Trevor Christie (35/12) sowie Mittelfeldspieler Gordon Mair (34/9). Ein besonderer Triumph war der 2:0-Auswärtssieg bei Nottingham Forest. Das folgende Jahr führte die Mannschaft erneut auf Platz 15 in der Saison 1982/83. Die Mannschaft um Torhüter Raddy Avramovic (36 Spiele) und die erneut treffsichersten Spieler Iain McCulloch (34/10) und Trevor Christie (33/9) erhielt in diesem Jahr Verstärkung durch Justin Fashanu (15/6), der den Rivalen Nottingham Forest verlassen hatte. Das dritte Jahr in der Football League First Division 1983/84 sollte vorerst das letzte bleiben. Als Tabellenletzter mit neun Punkten Rückstand auf einen Nichtabstiegsplatz war der Abstieg gemeinsam mit den Wolverhampton Wanderers und Birmingham City besiegelt. Ein groß aufspielender Trevor Christie (39/19) und eine gute Saison von Mittelfeldspieler John Chiedozie (40/9) waren zu wenig für den Klassenerhalt unter dem neuen Trainer Larry Lloyd. Dafür gelang der Mannschaft ein erfolgreiches Jahr im FA Cup, in dem County nach Siegen über Bristol City, Huddersfield Town und den FC Middlesbrough das Viertelfinale gegen den FC Everton erreichte. Dort sorgte eine 1:2-Heimniederlage jedoch für das Aus in dem traditionsreichen Wettbewerb. Am Saisonende verließen mehrere Spieler den Verein. Die beiden jungen Abwehrtalente Brian Kilcline zu Coventry City und Nigel Worthington zu Sheffield Wednesday verließen die Mannschaft. John Chiedozie zog es zu Tottenham Hotspur und Trevor Christie wechselte zum deutlich erfolgreicheren Stadtrivalen Nottingham Forest. Der nordirische Nationalspieler Martin O’Neill (38/4) blieb hingegen dem Verein treu, dem er sich erst zu Saisonbeginn von Nottingham Forest kommend angeschlossen hatte.
Die Mannschaft kam jedoch im kommenden Zweitligajahr zu keiner Zeit zurecht und so folgte der direkte Abstieg in die dritte Liga. In der fünften Drittliga-Saison gelang Notts County die Rückkehr in die Second Division, die durch den direkten Durchmarsch in die First Division in der Saison 1990/91 noch gesteigert werden konnte. County belegte am Saisonende den vierten Tabellenplatz. In der ersten Play-off-Runde setzte sich das Team mit 1:1 und 1:0 gegen den FC Middlesbrough durch. Im Play-off-Finale im Wembley-Stadion folgte durch einen 3:1-Sieg gegen Brighton & Hove Albion der erhoffte Aufstieg.
Die Rückkehr in die Football League First Division 1991/92 war jedoch nicht von Dauer. Es folgte der direkte Wiederabstieg als Tabellenvorletzter. Lediglich West Ham United konnte die Mannschaft von Trainer Neil Warnock in der Tabelle hinter sich lassen. Besonders der Offensive fehlte die nötige Durchschlagskraft. Stürmer Tommy Johnson (31 Spiele/9 Tore) und Kevin Bartlett (29/7) waren mit ihrer Torausbeute noch am treffsichersten. Johnson wechselte bereits vor Saisonende zu Derby County.
Nachdem zur Saison 1992/93 die Premier League als höchste englische Spielklasse eingeführt worden war, verbrachte das Team die nächsten drei Jahre in der nunmehr nur noch zweitklassigen First Division, ehe 1994/95 der Absturz in die dritte Liga erfolgte.
Die Mannschaft war auch der Lieblingsverein von Arthur Seaton, dem Protagonisten im Roman von Alan Sillitoe Samstagnacht und Sonntagmorgen.

### Gegenwart

Altes Wappen von 2009 bis 2010

Am 12. Dezember 2009 wurde bekannt, dass der Vereinspräsident Peter Trembling den Fußballverein von Munto Finance abgekauft hat.
Am 12. Februar 2010 wurde bekannt, dass Eriksson seinen eigentlich bis 2014 laufenden Vertrag als Direktor vorzeitig kündigte. Auch der Präsident des Verwaltungsrats und der Klubpräsident traten zurück. Einer der Gründe seien die 1,5 Millionen Pfund Schulden des Vereins.
Am 8. September 2011 bestritt Notts County das Eröffnungsspiel des Juventus Stadiums gegen den italienischen Rekordmeister Juventus Turin. Das Spiel endete nach Treffern von Luca Toni und Lee Hughes mit 1:1. Juventus hatte Anfang des 20. Jahrhunderts die Trikots von County übernommen und den Drittligisten daher für dieses historische Spiel ausgewählt.
Die Saison 2018/19 endete für den traditionsreichen Verein mit dem Abstieg aus der vierten englischen Liga, die heute EFL League Two heißt. Die direkte Rückkehr in die Football League wurde durch eine 1:3-Niederlage gegen Harrogate Town im Finale der Aufstiegs-Play-offs verpasst. In der Saison 2020/21 unterlag man im Halbfinale der Aufstiegs-Play-offs Torquay United, in der  Spielzeit 2021/22 im Viertelfinale Grimsby Town. In der Saison 2022/23 lieferte man sich lange Zeit mit AFC Wrexham einen Zweikampf um die Meisterschaft, dabei erreichte man 107 Saisonpunkte, ein Wert der in der National League zuvor noch nicht erreicht worden war. Da Wrexham aber auf 111 Punkte kam, musste man erneut in die Play-offs. Dort setzte man sich im Halbfinale nach Verlängerung mit 3:2 gegen den FC Boreham Wood durch und gewann im Finale im Londoner Wembley-Stadion vor über 38.000 Zuschauern nach Elfmeterschießen gegen den FC Chesterfield, wodurch nach vier Jahren die Rückkehr in die Football League gelang.

## Bekannte ehemalige Spieler

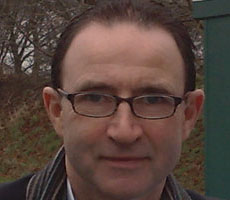
Martin O’Neill war von 1983 bis 1985 für Notts County aktiv.

- Harry Daft 1888–1894
- Albert Iremonger 1904–1926
- Billy Flint 1908–1926
- Jackie Sewell 1946–1951
- Tommy Lawton 1947–1952
- Tom Johnston 1948–1956
- Tony Hateley 1958–1963, 1970–1972
- Jeff Astle 1959–1964
- David Needham 1965–1977
- David Watson 1966–1967, 1984–1985
- Les Bradd 1967–1978
- Don Masson 1968–1982
- Brian Stubbs 1968–1980
- Pedro Richards 1974–1986
- Sammy Chapman 1977–1978
- Iain McCulloch 1978–1984
- Raddy Avramović 1979–1983
- Trevor Christie 1979–1984
- Ian McParland 1980–1989
- Nigel Worthington 1981–1984
- Justin Fashanu 1982–1985
- Martin O’Neill 1983–1985
- Dean Yates 1985–1995
- Gary Mills 1987–1989, 1994–1996
- Gary Lund 1987–1995
- Craig Short 1989–1992
- Tommy Johnson 1989–1992
- Steve Cherry 1989–1995
- Phil Turner 1989–1996
- Paul Devlin 1992–1996, 1998
- Shaun Murphy 1992–1996
- Ian Baraclough 1995–1998, 2001–2004
- Darren Ward 1995–2001
- Steve Finnan 1996–1998
- Jermaine Pennant 1998–1999
- Danny Allsopp 1999–2003
- Mark Stallard 1999–2004, 2005
- Simon Grayson 2001
- Kelvin Wilson 2003–2006
- Sol Campbell 2009
- Kasper Schmeichel 2009–2010
- Ben Davies 2009–2011
- Lee Hughes 2009–2013
- Neal Bishop 2009–2013
- Tom Ince 2010–2011
- Alan Judge 2011–2013
- Fabian Spiess 2011–2015

## Ligazugehörigkeit
- 1888–1893: Football League First Division
- 1893–1897: Football League Second Division
- 1897–1913: Football League First Division
- 1913–1914: Football League Second Division
- 1914–1920: Football League First Division
- 1920–1923: Football League Second Division
- 1923–1926: Football League First Division
- 1926–1930: Football League Second Division
- 1930–1931: Football League Third Division
- 1931–1935: Football League Second Division
- 1935–1950: Football League Third Division
- 1950–1958: Football League Second Division
- 1958–1959: Football League Third Division
- 1959–1960: Football League Fourth Division
- 1960–1964: Football League Third Division
- 1964–1971: Football League Fourth Division
- 1971–1973: Football League Third Division
- 1973–1981: Football League Second Division
- 1981–1984: Football League First Division
- 1984–1985: Football League Second Division
- 1985–1990: Football League Third Division
- 1990–1991: Football League Second Division
- 1991–1995: Football League First Division
- 1995–1997: Football League Second Division
- 1997–1998: Football League Third Division
- 1998–2004: Football League Second Division
- 2004–2010: Football League Two
- 2010–2015: Football League One
- 2015–2019: Football League Two / EFL League Two
- 2019–2023: National League
- seit 2023: Football League Two